# Водосховища Одеської області
Водосховища Одеської області — водосховища, які розташовані на території Одеської області (в адміністративних районах і басейнах річок).
На території Одеської області налічується — 64 водосховища, загальною площею понад — 58704 га, з повним об'ємом — 2106,7 млн м³.

## Загальна характеристика
Територія Одеської області становить 33,3 тис. км² (5,5 % площі України).
Вона розташована в межах басейнів річок Дунаю (24 % території області), Дністра (16 %), Південного Бугу (8 %) та річок Причорномор'я (52 %).
Гідрографічна мережа Одеської області включає великі річки — Дунай (174 км в межах області) та Дністер (116 км у межах області). Середні річки басейну Південного Бугу — Кодима і Чичиклія, басейну Дністра — Кучурган, середні річки Причорномор'я — Тилігул і Когильник.
Характерною особливістю гідрологічного режиму малих річок та території Одеської області є те, що вони маловодні, більшість з них влітку пересихають і не мають постійного стоку.
В області функціонує 64 водосховища з повним об'ємом 2106,7 млн м³, з них 9 — об'ємом понад 10 млн м³. Особливістю є те, що до складу водосховищ водогосподарськими організаціями включено Придунайські озера, зокрема крупні — Китай, Ялпуг, Кугурлуй, Катлабух, Кагул, Картал, а також озеро Сасик, оскільки гідрологічний режим їх регулюється гідротехнічними спорудами. За цільовим призначенням водосховища в більшій мірі мають комплексне призначення, а також для культурно-побутового використання, риборозведення, господарсько-питного і технічного водопостачання, зрошення, акумуляції стічних вод.

## Наявність водосховищ (вдсх) у межах адміністративно-територіальних районів Одеської області[1]
| Район, місто           | Кількість вдсх, шт. | Площа вдсх, га | Об'єм вдсх — повний, млн м³ | Об'єм вдсх — корисний, млн м³ | В оренді, шт. | В оренді, га |
| ---------------------- | ------------------- | -------------- | --------------------------- | ----------------------------- | ------------- | ------------ |
| Ананьївський           | -*                  | -              | -                           | -                             | -             | -            |
| Арцизький              | 6                   | 659            | 12,8                        | 11,4                          | -**           | -            |
| Балтський              | 2                   | 339            | 5,7                         | 4,4                           | 1             | 172          |
| Березівський           | -                   | -              | -                           | -                             | -             | -            |
| Білгород-Дністровський | 5                   | 309            | 7,6                         | 5,1                           | 2             | 158          |
| Біляївський            | 4                   | 3012           | 96,7                        | 46,9                          | -             | -            |
| Болградський           | 7                   | 842            | 12,9                        | 8,5                           | 1             | 167          |
| Великомихайлівський    | 1                   | 126            | 1,3                         | 1,3                           | -             | -            |
| Іванівський            | 3                   | 491            | 9,3                         | 6,8                           | 1             | 293          |
| Ізмаїльський           | 5                   | 1199           | 147,1                       | 81,3                          | -             | -            |
| Кілійський             | 3                   | 7383           | 114,6                       | 50,6                          | -             | -            |
| Кодимський             | -                   | -              | -                           | -                             | -             | -            |
| Комінтернівський       | 2                   | 112            | 5,4                         | 4,8                           | 1             | 47           |
| Котовський             | 1                   | 127            | 3,4                         | 3,1                           | 1             | 126          |
| Красноокнянський       | 3                   | 193            | 3,7                         | 2,9                           | 1             | 50           |
| Любашівський           | 1                   | 202            | 2,5                         | 2,1                           | -             | -            |
| Миколаївський          | -                   | -              | -                           | -                             | -             | -            |
| Овідіопольський        | 4                   | 310            | 4,5                         | 3,2                           | 2             | 251          |
| Ренійський             | 3                   | 21720          | 1173,7                      | 472,0                         | -             | -            |
| Роздільнянський        | 1                   | 234            | 3,2                         | 2,7                           | 1             | 234          |
| Савранський            | 1                   | 128            | 2,7                         | 1,6                           | -             | -            |
| Саратський             | 4                   | 442            | 16,4                        | 14,2                          | -             | -            |
| Тарутинський           | 1                   | 94             | 2,0                         | 1,5                           | -             | -            |
| Татарбунарський        | 5                   | 20678          | 471,3                       | 200,2                         | -             | -            |
| Фрунзівський           | 2                   | 104            | 9,9                         | 9,5                           | -             | -            |
| Ширяївський            | -                   | -              | -                           | -                             | -             | -            |
| Разом                  | 64                  | 58704          | 2106,7                      | 934,1                         | 11            | 1498         |

Примітки: -* — немає водосховищ на території району;
-* — немає водосховищ, переданих в оренду.
Серед водосховищ Одеської області 17 % використовуються на умовах оренди, 15 % — на балансі водогосподарських організацій.

## Наявність водосховищ (вдсх) у межах основнихрайонів річкових басейнівна території Одеської області[1]
| Район річкового басейну | Кількість вдсх, шт. | Площа вдсх, га | Об'єм вдсх — повний, млн м³ | Об'єм вдсх — корисний, млн м³ | В оренді, шт. | В оренді, га |
| ----------------------- | ------------------- | -------------- | --------------------------- | ----------------------------- | ------------- | ------------ |
| Дністра                 | 8                   | 3007           | 88,7                        | 40,1                          | 2             | 177          |
| Дунаю                   | 29                  | 52474          | 1929,9                      | 822,3                         | 1             | 167          |
| Південного Бугу         | 4                   | 669            | 11,0                        | 8,2                           | 1             | 172          |
| Річки Причорномор'я     | 23                  | 2554           | 77,1                        | 63,5                          | 7             | 982          |
| Разом                   | 64                  | 58704          | 2106,7                      | 934,1                         | 11            | 1498         |

В межах району річкового басейну Дністра розташовано 13 % водосховищ водосховищ Одеської області, Дунаю — 45 %, Південного Бугу — 6 %, басейнах річок Причорномор'я — 22 % водосховищ області.

## Наявність водосховищ (вдсх) об'ємом понад 10млн м³ на території Одеської області[1]
| Назва водосховища, річки (басейну)          | Місцезнаходження вдсх (населений пункт, район) | Площа вдсх, га | Об'єм вдсх — повний, млн м³ | Об'єм вдсх — корисний, млн м³ |
| ------------------------------------------- | ---------------------------------------------- | -------------- | --------------------------- | ----------------------------- |
| озеро Ялпуг-Кугурлуй (р. Дунай*)            | Ренійський, Болградський                       | 10880          | 888,0                       | 290,0                         |
| озеро Катлабух (р. Дунай)                   | Ізмаїльський                                   | 685            | 131,0                       | 68,5                          |
| озеро Китай (р. Дунай)                      | Кілійський                                     | 7158           | 111,9                       | 49,3                          |
| озеро Сасик (річки Причорномор'я)           | Татарбунарський                                | 20200          | 459,0                       | 193,0                         |
| озеро Кагул (р. Дунай)                      | Ренійський                                     | 9133           | 250,0                       | 154,0                         |
| озеро Картал (р. Дунай)                     | Ренійський                                     | 1639           | 35,6                        | 27,0                          |
| Кучурганське вдсх, р. Кучурган (р. Дністер) | Біляївський, Роздільнянський                   | 2530           | 70,8                        | 24,0                          |
| Барабойське вдсх, р. Барабой (Чорне море)   | Біляївський                                    | 383            | 24,0                        | 21,4                          |
| Хаджидерське вдсх (Чорне море)              | Саратський                                     | 540            | 11,8                        | 10,5                          |

Примітка: -* — в дужках — головна річка.